# Ганвула, Сильвер
Сильве́р Ганвула́ М’Бусси́ (фр. Silvère Ganvoula M'boussy; 22 июня 1996, Браззавиль) — конголезский футболист, нападающий швейцарского клуба «Янг Бойз» и сборной Республики Конго.

## Клубная карьера
Сильвер является воспитанником местного конголезского футбола. В профессиональном спорте дебютировал в 2014 году, в марокканском клубе «Раджа», за который провёл в общей сложности четыре матча. 5 июля 2015 года Сильвер перебрался в Европу, подписав контракт с турецким клубом «Элязыгспор». 18 октября дебютировал за него в поединке против «Адана Демирспор», выйдя в стартовом составе и проведя на поле весь матч. Всего провёл за турецкий клуб 16 встреч, забил 5 мячей.
Летом 2016 года перешёл в бельгийский клуб «Вестерло». 31 июля 2016 года дебютировал в Лиге Жюпиле в поединке против льежского «Стандарда», выйдя в стартовом составе.

## Карьера в сборной
Игрок сборной Республики Конго по футболу, был в заявке на Кубок африканских наций 2015, на поле не появлялся.